# Richard Chancellor

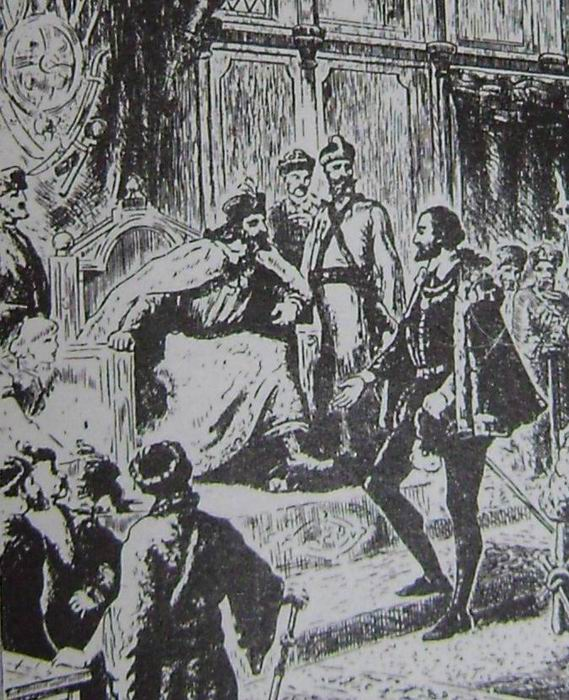
Richard Chancellor (1553)

Richard Chancellor († 10. November 1556 im Bereich der Aberdour Bay vor der Küste Schottlands) war ein englischer Seefahrer.

## Expeditionen
Über Chancellors Leben, dessen Name auch Chanceler, Chancelour oder Cancelerus geschrieben wurde, ist nur wenig bekannt. Er soll von Henry Sidney, dem Vater von Philip Sidney, erzogen worden sein. Zum ersten Mal tritt er 1550 als Teilnehmer einer Expedition unter Roger Bodenham an Bord der Barke Aucher in Erscheinung.
Ab 1553 war Chancellor als Kapitän der Edward Bonaventure im Rahmen einer Expedition unter Hugh Willoughby in Richtung der Nordostpassage unterwegs. Die Expedition sollte neue Handelsrouten im Osten erschließen. Anfang August 1553 wurden die ursprünglich drei Schiffe in einem Sturm vor den Lofoten getrennt, und nur die Bonaventura erreichte den geplanten Zwischenstopp in Vardø. Obwohl ihm dort mehrere Schotten zur Umkehr rieten, setzte Chancellor die Reise fort, nachdem ihm klar wurde, dass Willoughby mit seinem Schiff nicht mehr eintreffen würde. Er folgte der Küste der Kola-Halbinsel und fuhr ins Weiße Meer ein. Dort traf er auf Fischer, von denen er erfuhr, dass er sich im Land der Muscovy (Russland) befinden würde. Chancellor ging vor Archangelsk vor Anker und traf sich, zusammen mit einigen ihn begleitenden Händlern, mit dem örtlichen Gouverneur. Nachdem er ein Schreiben von König Eduard VI. überreicht hatte, informierte der Gouverneur Zar Iwan IV., der sie daraufhin ins über 2.400 km entfernte Moskau einlud. Der Zar gab mehrere Festbankette zu Ehren seiner Gäste und übergab ihnen schließlich einen Brief an Edward VI., in dem er sich mit dem Aufbau von Handelsbeziehungen einverstanden erklärte. Im Sommer 1554 kehrte Chancellor nach England zurück. Dort hatte man auch kein Lebenszeichen von Willoughby erhalten; im folgenden Jahr stellte sich heraus, dass Willoughby bei der Überwinterung auf der Kola-Halbinsel auf Höhe der Warsinamündung umgekommen war. Königin Maria I., die dem verstorbenen Edward VI. inzwischen auf dem Thron nachgefolgt war, ließ am 26. Februar 1555 die Handelsgesellschaft Muscovy Company gründen.
Im Sommer 1555 trat Chancellor im Auftrag der Muscovy Company eine weitere Reise nach Russland an Bord der Edward Bonaventure an. Über Archangelsk erreichte die Expedition im Oktober Moskau, wo sie mit dem Zaren Einzelheiten über die neue Geschäftsbeziehung aushandelten und darüber hinaus in Erfahrung zu bringen versuchten, wie man China von Russland aus erreichen konnte. Im folgenden Sommer machte sich Chancellor in Begleitung des russischen Botschafters Osep Napea auf die Heimreise und stach am 20. Juli 1556 in Archangelsk in See. Die Edward Bonaventure sank jedoch im Bereich der Aberdour Bay vor der schottischen Küste. Während der russische Botschafter sich retten konnte, kam Chancellor dabei ums Leben.